# Sei Nazioni femminile 2014
Il Sei Nazioni femminile 2014 (ingl. 2014 Women's Six Nations Championship, fr. Tournoi des six nations féminin 2014) è stata la 13ª edizione del torneo rugbistico che vede annualmente confrontarsi le Nazionali femminili di Galles, Inghilterra, Irlanda, Scozia, Francia e Italia, nonché la 19ª in assoluto, considerando anche le edizioni dell'Home Championship e del Cinque Nazioni.
Si è svolto dal 31 gennaio al 16 marzo 2014. Si è aggiudicata il torneo la nazionale francese, che è giunta così a 4 titoli conquistati.

## Calendario

### 1ª giornata
| Arbitro: | Claire Hodnett |

|                                                                |    |  |
| Spence (3) Miller (2) O’Brien Cantwell (2) Egan Kennedy Molloy | mt |  |
| Stapleton Murphy                                               | tr |  |

| Arbitro: | Helen O’Reilly |

|             |      |            |
| Mignot (2)  | mt   |            |
| Trémoulière | tr   |            |
| Agricole    | c.p. | McLean (2) |
| Agricole    | drop |            |

| Arbitro: | Nicky Inwood |

|                  |      |                            |
| Harries 16’      | mt   | 61’ Bettoni 76’ Arrighetti |
|                  | tr   | 61’ Sillari                |
| Wilkins 32’, 65’ | c.p. |                            |

### 2ª giornata
| Ashbourne 7 febbraio 2014, ore 19:30 | Irlanda      | 14 – 6 | Galles | Milltown House\| Arbitro: \| Nicky Inwood \| |
| Arbitro:                             | Nicky Inwood |        |        |                                              |

| Blagnac 8 febbraio 2014, ore 17:30 UTC+1 | Francia        | 29 – 0 | Italia | Stade Ernest‐Argeles\| Arbitro: \| Claire Hodnett \| |
| Arbitro:                                 | Claire Hodnett |        |        |                                                      |

| Aberdeen 9 febbraio 2014, ore 14:00 | Scozia            | 0 – 63 | Inghilterra | Rubislaw Home Ground\| Arbitro: \| Christine Bigaran \| |
| Arbitro:                            | Christine Bigaran |        |             |                                                         |

### 3ª giornata
| Londra 22 febbraio 2014, ore 18:20 | Inghilterra     | 17 – 10 | Irlanda | Twickenham\| Arbitro: \| Sherry Trumbull \| |
| Arbitro:                           | Sherry Trumbull |         |         |                                             |

| Port Talbot 23 febbraio 2014, ore 14:00 | Galles         | 0 – 27 | Francia | Talbot Athletic Ground\| Arbitro: \| Helen O'Reilly \| |
| Arbitro:                                | Helen O'Reilly |        |         |                                                        |

| Caserta 23 febbraio 2014, ore 14:30 UTC+1 | Italia            | 45 – 5 | Scozia | Stadio Parco Urbano (1 000 spett.)\| Arbitro: \| Christine Bigaran \| |
| Arbitro:                                  | Christine Bigaran |        |        |                                                                       |

### 4ª giornata
| Londra 7 marzo 2014, ore 19:30 | Inghilterra | 35 – 3 | Galles | Twickenham Stoop\| Arbitro: \| Jess Beard \| |
| Arbitro:                       | Jess Beard  |        |        |                                              |

| Dublino 8 marzo 2014, ore 17:00 | Irlanda     | 39 – 0 | Italia | Aviva Stadium\| Arbitro: \| Leah Berard \| |
| Arbitro:                        | Leah Berard |        |        |                                            |

| Lasswade 9 marzo 2014, ore 14:30 | Scozia      | 0 – 69 | Francia | New Hawthornden Stadium\| Arbitro: \| Amy Perrett \| |
| Arbitro:                         | Amy Perrett |        |         |                                                      |

### 5ª giornata
| Pau 14 marzo 2014, ore 18:45 UTC+1 | Francia     | 19 – 15 | Irlanda | Stade du Hameau\| Arbitro: \| Leah Berard \| |
| Arbitro:                           | Leah Berard |         |         |                                              |

| Port Talbot 16 marzo 2014, ore 14:00 | Galles          | 25 – 0 | Scozia | Talbot Athletic Ground\| Arbitro: \| Sherry Trumbull \| |
| Arbitro:                             | Sherry Trumbull |        |        |                                                         |

| Rovato 16 marzo 2014, ore 15:00 UTC+1 | Italia | 0 – 24 | Inghilterra | Stadio Pagani |

## Classifica
| Pos | Squadra     | G | V | N | P | PF  | PS  | DP   | Pt |
| --- | ----------- | - | - | - | - | --- | --- | ---- | -- |
| 1   | Francia     | 5 | 5 | 0 | 0 | 162 | 21  | +141 | 10 |
| 2   | Inghilterra | 5 | 4 | 0 | 1 | 145 | 31  | +114 | 8  |
| 3   | Irlanda     | 5 | 3 | 0 | 2 | 137 | 42  | +95  | 6  |
| 4   | Italia      | 5 | 2 | 0 | 3 | 57  | 108 | −51  | 4  |
| 5   | Galles      | 5 | 1 | 0 | 4 | 45  | 88  | −43  | 2  |
| 6   | Scozia      | 5 | 0 | 0 | 5 | 5   | 261 | −256 | 0  |